# Малкія (футбольний клуб)
«Малкія» (араб. نادي المالكية) — бахрейнський футбольний клуб з однойменного міста, заснований в 1968 році.

## Історія
Клуб засновано в 1968 році. У сезоні 1999/00 клуб вперше зіграв у вищому дивізіоні, але відразу вилетів і в подальші роки балансував між двома дивізіонами.
В 2017 році клуб вперше став чемпіоном Бахрейну. Цей результат дозволив команді вперше взяти участь в Лізі чемпіонів АФК 2018 року.
Там клуб вилетів вже у кваліфікації від еміратського «Аль-Айна» (2:0) і потрапив у Кубок АФК, де також не вийшов з групи.

## Послужний список
- Чемпіонат Бахрейну:
  - Переможець: 2017